# Wólka (Bielsk Podlaski)
Pour les articles homonymes, voir Wólka.
Wólka (prononciation : [ˈvulka]) est un village du district administratif de la gmina d'Orla situé dans le powiat de Bielsk, lui-même compris dans la voïvodie de Podlachie, au nord-est de la Pologne. Il se trouve à environ 4 km au nord-ouest d'Orla, 8 km au sud-est de Bielsk Podlaski, et à 44 km au sud de la capitale régionale Białystok.
Il fait partie de l’une des cinq gmina polonaises / biélorusses de la voïvodie de Podlachie régies par la loi du 6 janvier 2005 sur les minorités nationales et ethniques et sur les langues régionales, qui permet à certaines gminas appartenant à une minorité linguistique importante d’introduire une deuxième langue auxiliaire à utiliser dans les contextes officiels, parallèlement au polonais.